# Alex Borsteinová
Alex Borsteinová, rodným jménem Alexandrea Borstein, (* 15. února 1971, Highland Park, Illinois, Spojené státy americké) je americká herečka, komička, scenáristka a producentka. Proslavila se hlavně díky dabingu postavy Lois Griffin v animovaném seriálu Griffinovi, na kterém spolupracuje již od roku 1999. Za dabing v seriálu získala cenu Emmy.
Mimo to si také zahrála ve komediálním seriálu MADtv (1997–2009), v seriálu z lékařského prostředí Život je boj (2013–2015). Od roku 2017 hraje v seriálu Úžasná paní Maiselová. Za svůj výkon získala dvě ceny Emmy. Vedlejší role měla v několika filmech jako Italské prázdniny (2003), Catwoman (2004), Dobrou noc a hodně štěstí (2005), Vrahouni (2010), Méďa (2012), Norman a duchové (2012), Všechny cesty vedou do hrobu (2014) a Trable o Vánocích (2015).

## Filmografie

### Film
| Rok  | Název                                                 | Role                            | Poznámky                       |
| ---- | ----------------------------------------------------- | ------------------------------- | ------------------------------ |
| 2000 | Divoké kočky                                          | žena na aukci                   | nekreditovaná role             |
| 2002 | Americký Casanova                                     | Darcy Smits                     |                                |
| 2002 | Showtime                                              | castingová režisérka            |                                |
| 2003 | Italské prázdniny                                     | Slečna Ungermeyer               |                                |
| 2003 | Santa je úchyl!                                       | Matka z Milwaukee               |                                |
| 2004 | Seeing Other People                                   | Tracy                           |                                |
| 2004 | Catwoman                                              | Sally                           |                                |
| 2004 | Billy's Dad Is a Fudge-Packer!                        | Betty Henderson                 | krátkomtrážní film             |
| 2005 | Zelená je tráva                                       | Žena                            | nekreditovaná role             |
| 2005 | Family Guy Present: Stewie Griffin – The Untold Story | Lois Griffin / Různé hlasy      | také scenáristka a producentka |
| 2005 | Dobrou noc a hodně štěstí                             | Natalie                         |                                |
| 2006 | Pidihajzlík                                           | Janet                           |                                |
| 2007 | Komplic                                               | Paní Lange                      |                                |
| 2010 | Vrahouni                                              | Lily Bailey                     |                                |
| 2010 | Blbec k večeři                                        | Martha                          |                                |
| 2010 | For Christ's Sake                                     | Slenčna Marcus                  |                                |
| 2012 | Méďa                                                  | Helen Bennett                   |                                |
| 2012 | Norman a duchové                                      | Slečna. Henscher (hlas)         |                                |
| 2014 | Všechny cesty vedou do hrobu                          | Millie                          |                                |
| 2015 | Trable o Vánocích                                     | Angie                           |                                |
| 2016 | Angry Birds ve filmu                                  | Sophie Bird / Peggy Bird (hlas) |                                |
| 2020 | Chlupáčci                                             | Mali (hlas)                     |                                |
| 2022 | Zlouni                                                | Policistka (hlas)               |                                |

### Televize
| Rok             | Název                           | Role                                                                 | Poznámky                                             |
| --------------- | ------------------------------- | -------------------------------------------------------------------- | ---------------------------------------------------- |
| 1993–1994       | Strážci vesmíru                 | Různé hlasy                                                          | 4 díly                                               |
| 1996            | Power Rangers Zeo               | Queen Machina / Robocupid (hlas)                                     | 42 dílů                                              |
| 1996            | Big Bad Beetleborgs             | Cataclaws (hlas)                                                     | díl: Yo Ho Borgs                                     |
| 1997–2009, 2016 | MADtv                           | Samu sebe / různé postavy                                            | hlavní role, 127 dílů, také scenáristka              |
| 1999–dosud      | Griffinovi                      | Lois Griffin / Barbara Pewterschmidt / Tricia Takanawa / Různé hlasy | hlavní role, 349 dílů, také scenáristka a producetka |
| 2000–2005       | Gilmorova děvčata               | Drella / Slečna Celine / Doris                                       | 9 dílů                                               |
| 2002            | Titus                           | Nicky                                                                | díl: Bachelor Party                                  |
| 2002–2003       | 3-South                         | Becky (hlas)                                                         | 3 díly                                               |
| 2003            | Přátelé                         | Žena na pódiu                                                        | díl: Seriálový večírek                               |
| 2003            | Frasier                         | Evelyn                                                               | díl: Sbohem, kavárno naše                            |
| 2005–2019       | Robot Chicken                   | Různé role                                                           | 14 dílů                                              |
| 2006–2016       | Americký táta                   | Doctor Gupta / Museum Curator (hlas)                                 | díly: Roger 'n' Me a Garfield and Friends            |
| 2006            | Drawn Together                  | Lois Griffin / Různé hlasy                                           | díly: A Tale of Two Cows a The Lemon AIDS Walk       |
| 2007–2011       | Word World                      | Sheep (hlas)                                                         | 45 dílů                                              |
| 2007–2009       | Slacker Cats                    | Latoyah (hlas)                                                       | 11 dílů                                              |
| 2009–2013       | Cleveland show                  | Hadassah Lowenstein / Lois Griffin / Různé hlasy                     | 17 dílů                                              |
| 2009            | Glenn Martin, DDS               | Clerk (hlas)                                                         | díl: Deck the Malls                                  |
| 2011–2015       | Shameless                       | Lou Deckner                                                          | 5 dílů, také scenáristka a producentka               |
| 2012            | Nouzové přistání                | Preshi                                                               | díl: Rubber Ball                                     |
| 2012–2016       | Workaholics                     | Colleen Walker                                                       | 3 díly                                               |
| 2012–2013       | Bunheads                        | Sweetie Cramer / Prostitutka                                         | díly: Pilot a Channing Tatum Is a Fine Actor         |
| 2013–2015       | Život je boj                    | Dawn Forchette                                                       | hlavní role, 26 dílů                                 |
| 2015            | Rodinka na kousky               | Lynette                                                              | díl: Ponzi Sex Paris Bounce                          |
| 2015            | Mystérium sexu                  | Loretta                                                              | díl: Co jsme udělali opicícm                         |
| 2016            | Bordertown                      | Janice Buckwald / Becky (hlas)                                       | 12 dílů                                              |
| 2016            | Gilmorova děvčata: Rok v životě | Drella / Slečna Celine                                               | díly: Podzim a Zima                                  |
| 2016            | Zornův syn                      | Elizabeth                                                            | díl: Staré časy                                      |
| 2016–2018       | Zvířátka                        | Lois Griffin (hlas)                                                  | díl: Pigeons                                         |
| 2017–2023       | Úžasná paní Maiselová           | Susie Myerson                                                        | hlavní role, 18 dílů                                 |
| 2022–dosud      | Destiny's Side                  | Princezna Reina (hlas)                                               | hlavní role                                          |
| 2022            | Resident Alien                  | Carlyn                                                               | díl: Girl's Night                                    |

### Videohry
| Rok  | Název                              | Role                       |
| ---- | ---------------------------------- | -------------------------- |
| 2006 | Family Guy Video Game!             | Lois Griffin / Různé hlasy |
| 2012 | Family Guy: Back to the Multiverse | Lois Griffin / Různé hlasy |
| 2014 | Family Guy: The Quest for Stuff    | Lois Griffin / Různé hlasy |

### Internet
| Rok       | Název                                         | Role        | Poznámky |
| --------- | --------------------------------------------- | ----------- | -------- |
| 2008–2010 | Seth MacFarlane's Cavalcade of Cartoon Comedy | Různé hlasy | 6 dílů   |